# Státní oblastní archiv v Litoměřicích
Státní oblastní archiv v Litoměřicích (SOA v Litoměřicích) je státní oblastní archiv s územní působností pro Ústecký kraj a Liberecký kraj. Počátek archivu se odvozuje od roku 1948 (tehdy zde byl zřízen depozitář Archivu ministerstva vnitra). Archiv má několik pracovišť v Litoměřicích (v ulicích Krajská a Kamýcká), depozitář v Mostě (zaměřený na původce věnující se průmyslové výrobě), pobočku v Děčíně (vesměs bývalé zemědělsko-lesnické archivy), od zrušení okresních úřadů do správy SOA spadá i deset státních okresních archivů.

## Státní okresní archivy
- Státní okresní archiv Česká Lípa
- Státní okresní archiv Chomutov se sídlem v Kadani
- Státní okresní archiv Děčín
- Státní okresní archiv Jablonec nad Nisou
- Státní okresní archiv Liberec
- Státní okresní archiv Litoměřice se sídlem v Lovosicích
- Státní okresní archiv Louny
- Státní okresní archiv Most
- Státní okresní archiv Semily
- Státní okresní archiv Teplice